# Supercopa da Alemanha de 2018
A Supercopa da Alemanha de 2018 foi a 25ª edição da competição. Foi disputada em partida única entre o campeão da Bundesliga 2017–18 (Bayern de Munique) e o campeão da Copa da Alemanha de 2017–18 (Eintracht Frankfurt).

## Participantes
| Equipe              | Classificação                                     |
| ------------------- | ------------------------------------------------- |
| Bayern de Munique   | Campeão da Bundesliga de 2017–18                  |
| Eintracht Frankfurt | Campeão da Copa da Alemanha de Futebol de 2017–18 |

## Detalhes da partida
Partida única
| 12 de Agosto de 2018 | Eintracht Frankfurt | 0 – 5     | Bayern de Munique                                 | Commerzbank-Arena, Frankfurt |
| 15:30                |                     | Relatório | Lewandowski 21', 26' 54' · Coman 63' · Thiago 85' | Público: 51 500              |

| Eint. Frankfurt | Bayern |

## Campeão
| Campeão da Supercopa da Alemanha de 2018 |
| ---------------------------------------- |
| Bayern de Munique 7º titulo              |